# 井本隆
井本 隆（いもと たかし、1950年11月21日 - 2015年1月21日）は、高知県出身のプロ野球選手（投手）。

## 経歴

### プロ入りまで
高知県高岡郡宇佐町（現・土佐市宇佐町）に生れる。伊野商業高では、1967年秋季四国大会県予選準決勝に進出、土佐高の萩野友康と投げ合うが1-2で惜敗。1968年夏の甲子園県予選でも準々決勝で高知工業高に延長10回敗退。高校の同期生に巨人や日本ハムでプレーした控え投手の谷山高明がいる。高校卒業後は、社会人野球の鐘淵化学に進み、速球投手として頭角を現す。1971年の都市対抗野球に出場し、1回戦では先発を任され好投、電電東北を降す。
1972年の都市対抗野球にも連続出場、同年の産業対抗では準優勝に貢献し敢闘賞を獲得した。

### 現役時代

#### 近鉄バファローズ時代
1972年のプロ野球ドラフト会議で近鉄バファローズから3位指名され入団。
1973年から一軍初登板を果たす。
1974年には主に中継ぎとして一軍に定着。
1975年はシーズン後半から先発に回り4勝。その後は打者の内角をえぐる鋭いシュートボールを有効に使う強気のピッチングで主戦級として活躍。
1979年、1980年のパ・リーグ2連覇にはエースとして活躍。広島東洋カープとの2度の日本シリーズでは鈴木啓示を押しのけて第1戦に先発した。1979年の日本シリーズでは2勝（1敗）を挙げ敢闘賞に選出された。同僚の鈴木が自らの登板時の捕手に有田修三を指名するのとは対照的に（ただし、鈴木は梨田とコンビを組んだこともある）、井本は梨田昌孝を指名していた。
1980年には35試合登板でシーズン被本塁打が42本もあった。これは2019年現在も第2位のタイ記録である。
その後、タレント横山エミーとの不倫問題（エミーが妊娠するなどしたため、妻帯者であった井本は妻と離婚に至る）が週刊誌の紙面を賑わすことが多くなり、心機一転の意味もあり在京チームへの移籍を希望。

#### ヤクルト・スワローズ時代
1982年オフに鈴木康二朗、柳原隆弘との交換トレードでヤクルトスワローズに移籍する。しかし、内角打ちの上手い巧打者や左打者が多かった当時のセ・リーグでは持ち球のシュートが通用せず、移籍1年目の1983年にはリーグワーストの14敗を喫している。
1984年限りで現役を引退。ヤクルト移籍を前後して正式に入籍した横山エミーとも離婚した。　
引退後にKKベストセラーズから出版した著書「井本隆のプロ野球ぶったぎり」の中で、エミーと交際し始めた1981年のシーズン中はエミーとの性交渉に体力・気力を消耗し、野球どころではなかったと記している。また、近鉄時代にバッテリーを組んでいた梨田昌孝は、スピードガンの登場で本来のピッチングスタイルを崩した投手として井本の名前を挙げていた。

### 引退後
引退後は活動の拠点を東京に移し日音に入社・勤務（一時期役員待遇まで昇格歴あり）のかたわら、赤坂のクラブの支配人などをしていたことを公表していたが、2007年秋より少年野球「松戸ポニー」の総監督に就任したことが明らかになった。
2015年1月21日、膵がんのため千葉県松戸市の病院で死去。64歳没。

## 詳細情報

### 年度別投手成績
| 年 度      | 球 団      | 登 板 | 先 発 | 完 投 | 完 封 | 無 四 球 | 勝 利 | 敗 戦 | セ 丨 ブ | ホ 丨 ル ド | 勝 率 | 打 者 | 投 球 回 | 被 安 打 | 被 本 塁 打 | 与 四 球 | 敬 遠 | 与 死 球 | 奪 三 振 | 暴 投 | ボ 丨 ク | 失 点 | 自 責 点 | 防 御 率 | W H I P |
| ---------- | ---------- | ----- | ----- | ----- | ----- | -------- | ----- | ----- | -------- | ----------- | ----- | ----- | -------- | -------- | ----------- | -------- | ----- | -------- | -------- | ----- | -------- | ----- | -------- | -------- | ------- |
| 1973       | 近鉄       | 19    | 0     | 0     | 0     | 0        | 0     | 0     | --       | --          | ----  | 120   | 23.1     | 33       | 4           | 21       | 1     | 0        | 15       | 1     | 2        | 21    | 19       | 7.43     | 2.31    |
| 1974       | 近鉄       | 35    | 6     | 1     | 0     | 0        | 2     | 4     | 2        | --          | .333  | 300   | 72.1     | 71       | 9           | 19       | 0     | 2        | 23       | 0     | 2        | 37    | 31       | 3.88     | 1.24    |
| 1975       | 近鉄       | 16    | 10    | 2     | 0     | 1        | 4     | 1     | 0        | --          | .800  | 283   | 68.2     | 65       | 4           | 19       | 0     | 1        | 30       | 0     | 0        | 27    | 19       | 2.48     | 1.22    |
| 1976       | 近鉄       | 30    | 20    | 7     | 0     | 2        | 6     | 11    | 3        | --          | .353  | 647   | 155.1    | 161      | 23          | 36       | 0     | 4        | 68       | 1     | 0        | 68    | 63       | 3.66     | 1.27    |
| 1977       | 近鉄       | 31    | 20    | 8     | 1     | 2        | 7     | 9     | 0        | --          | .438  | 599   | 141.2    | 161      | 17          | 33       | 3     | 3        | 49       | 2     | 0        | 64    | 59       | 3.74     | 1.37    |
| 1978       | 近鉄       | 28    | 24    | 7     | 1     | 1        | 9     | 7     | 0        | --          | .563  | 692   | 167.0    | 176      | 20          | 41       | 5     | 6        | 58       | 3     | 0        | 83    | 76       | 4.10     | 1.30    |
| 1979       | 近鉄       | 33    | 26    | 9     | 2     | 1        | 15    | 4     | 1        | --          | .789  | 793   | 192.0    | 194      | 29          | 49       | 0     | 7        | 93       | 4     | 0        | 91    | 77       | 3.61     | 1.27    |
| 1980       | 近鉄       | 35    | 28    | 12    | 1     | 1        | 15    | 8     | 1        | --          | .652  | 878   | 205.2    | 217      | 42          | 59       | 2     | 5        | 94       | 3     | 0        | 118   | 100      | 4.37     | 1.34    |
| 1981       | 近鉄       | 20    | 18    | 4     | 2     | 0        | 5     | 9     | 0        | --          | .357  | 505   | 115.1    | 124      | 19          | 40       | 2     | 4        | 55       | 1     | 0        | 64    | 54       | 4.23     | 1.42    |
| 1982       | 近鉄       | 19    | 16    | 11    | 1     | 0        | 11    | 4     | 0        | --          | .733  | 524   | 131.0    | 109      | 19          | 39       | 1     | 0        | 39       | 2     | 0        | 53    | 49       | 3.37     | 1.13    |
| 1983       | ヤクルト   | 27    | 23    | 5     | 1     | 1        | 6     | 14    | 0        | --          | .300  | 628   | 141.2    | 169      | 30          | 52       | 4     | 2        | 65       | 1     | 1        | 90    | 86       | 5.46     | 1.56    |
| 1984       | ヤクルト   | 27    | 14    | 1     | 1     | 0        | 1     | 4     | 1        | --          | .200  | 336   | 76.2     | 93       | 16          | 24       | 1     | 3        | 36       | 2     | 0        | 45    | 42       | 4.93     | 1.53    |
| 通算：12年 | 通算：12年 | 320   | 205   | 67    | 10    | 9        | 81    | 75    | 8        | --          | .519  | 6305  | 1490.2   | 1573     | 232         | 432      | 19    | 37       | 625      | 20    | 5        | 761   | 675      | 4.08     | 1.35    |

- 各年度の太字はリーグ最高

### 表彰
- 日本シリーズ敢闘賞：1回 （1979年）
- 月間MVP：1回 （1982年8月）
- パ・リーグプレーオフ優秀投手賞：1回 （1979年）
- パ・リーグプレーオフ優秀選手賞：1回 （1980年）

### 記録
初記録
- 初登板：1973年4月14日、対阪急ブレーブス前期1回戦（阪急西宮球場）、7回裏に3番手で救援登板、1回無失点
- 初奪三振：1973年4月25日、対ロッテオリオンズ前期2回戦（川崎球場）、3回裏に山崎裕之から
- 初セーブ：1974年5月2日、対太平洋クラブライオンズ前期3回戦（平和台球場）、8回裏に2番手で救援登板・完了、2回無失点
- 初先発登板：1974年5月5日、対日本ハムファイターズ前期6回戦（藤井寺球場）、1回4失点で敗戦投手
- 初勝利・初先発勝利・初完投勝利：1974年8月16日、対日本ハムファイターズ後期6回戦（日生球場）、9回1失点
- 初完封勝利：1977年4月17日、対南海ホークス前期2回戦（藤井寺球場）

節目の記録
- 1000投球回：1980年9月13日、対阪急ブレーブス後期9回戦（日生球場）、5回表1死目に達成

その他の記録
- オールスターゲーム出場：2回 （1979年、1980年）

### 背番号
- 12 （1973年 - 1982年）
- 21 （1983年 - 1984年）

## 関連情報

### 著書
- 井本隆のプロ野球ぶったぎり これでクビになったヤケクソ（1985年7月20日初版、KKベストブック）[10]